# Xe buýt ngựa kéo

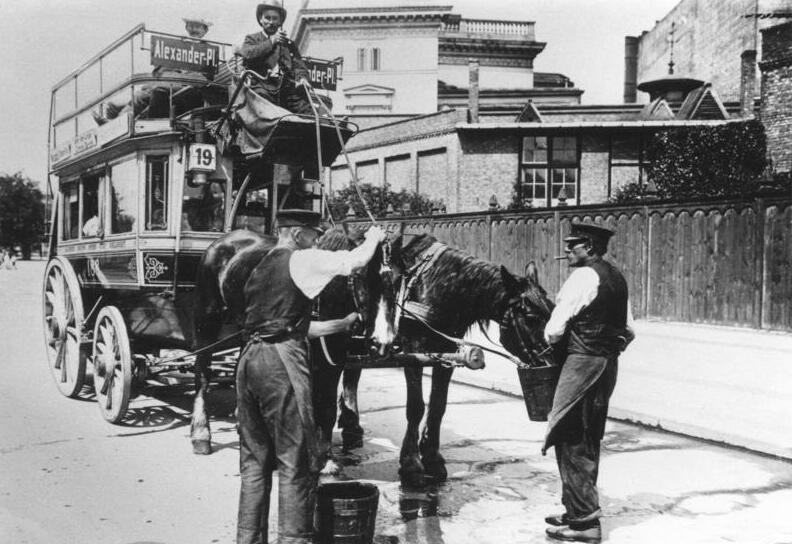
Berliner Pferdeomnibus

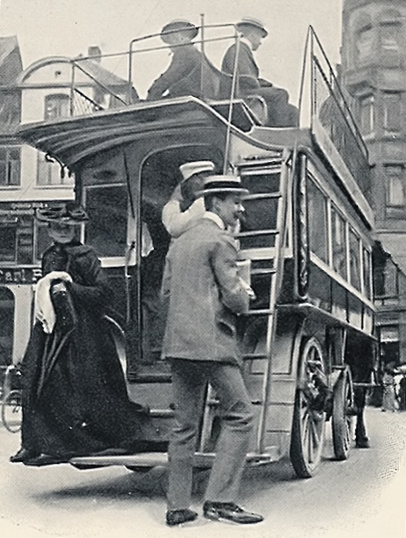
Pferdeomnibus ở Copenhagen, 1907

Xe buýt ngựa kéo (tiếng Đức: Pferdeomnibus, tiếng Anh: Horsebus) là một chiếc xe lớn, được ngựa kéo dùng để vận chuyển hành khách trước khi có các loại xe cơ giới. Nó được sử dụng chủ yếu trong những năm cuối thế kỷ 19 ở cả Hoa Kỳ và Châu Âu, và là một trong những phương tiện giao thông phổ biến nhất ở các thành phố. Trong thời đại chính của xe buýt ngựa kéo, nhiều xe trong số đó là xe buýt hai tầng. Trên tầng trên, không có mái che, các băng ghế dọc được bố trí quay lưng vào nhau.

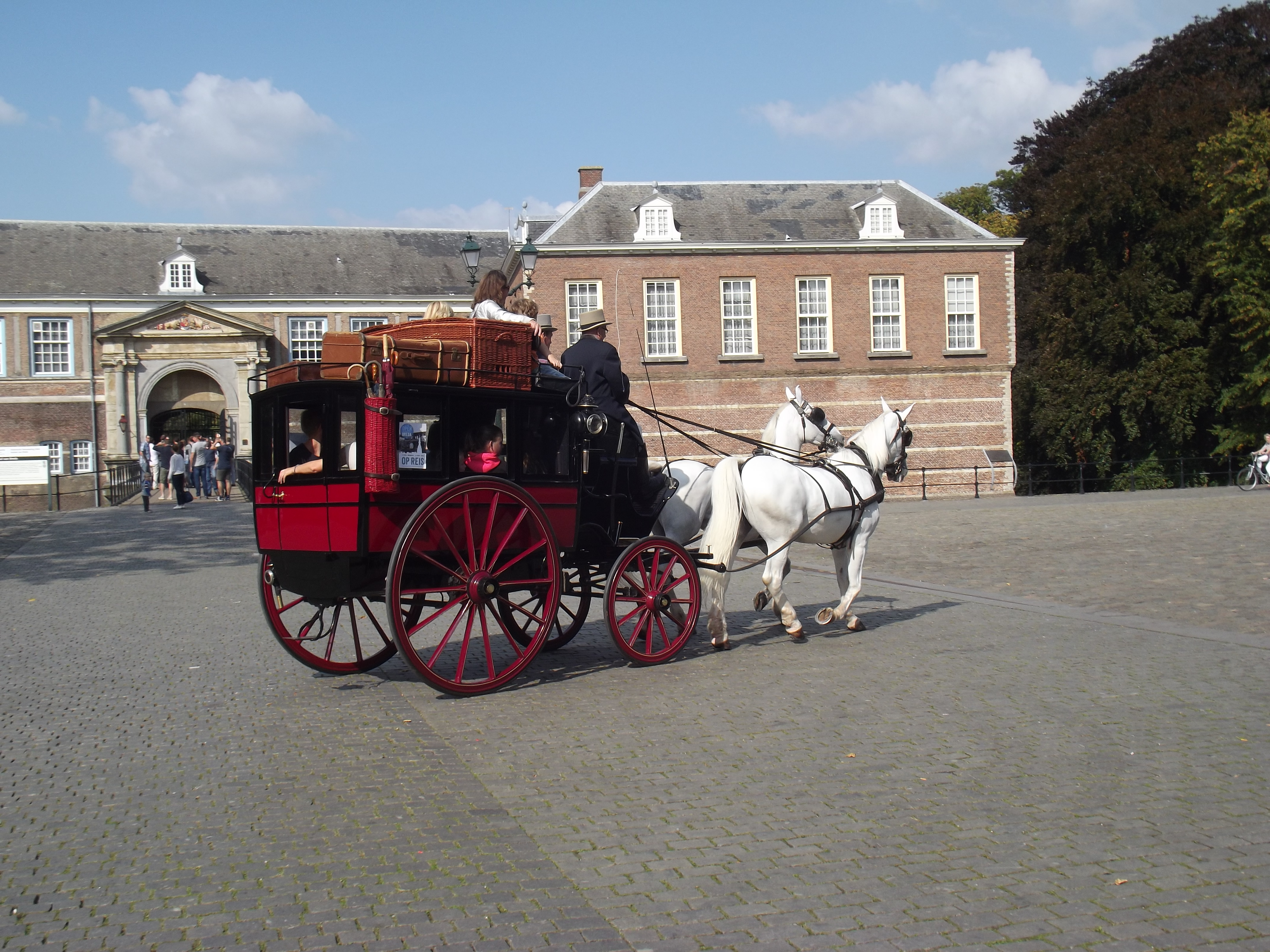
Một private Omnibus hay Station Bus

Xe buýt ngựa kéo nếu nhỏ hơn, được duy trì thường hơn tại những ngôi nhà lớn ở miền quê (và bởi một số khách sạn và các công ty đường sắt) để chuyên chở nhân viên và hành lý đến và đi từ các ga đường sắt. Đặc biệt phổ biến khoảng 1870-1900, những chiếc xe này được biết đến như một xe buýt tư nhân (private omnibus) hoặc xe buýt nhà ga (Station Bus); những chiếc xe này thường chứa 4-6 hành khách bên trong, có chỗ cho hành lý (và đôi khi có thêm chỗ ngồi) trên nóc.